# Grand Prix Pino Cerami 2016
La 50e édition du Grand Prix Pino Cerami a eu lieu le 20 juillet 2016. Elle fait partie du calendrier UCI Europe Tour 2016 en catégorie 1.1. Elle est remportée par le Belge Jelle Wallays.

## Classement final
La course est remportée par le Belge Jelle Wallays.
| \| Classement général \| Classement général \| Classement général \| Classement général \| Classement général \| \| Coureur \| Coureur \| Pays \| Équipe \| Temps \| \| ------------------ \| ------------------- \| ------------------ \| ---------------------- \| ------------------ \| \| 1er \| Jelle Wallays \| Belgique \| Lotto-Soudal \| 4 h 41 min 58 s \| \| 2e \| Jérôme Baugnies \| Belgique \| Wanty-Groupe Gobert \| + 7 s \| \| 3e \| Christopher Latham \| Royaume-Uni \| Team Wiggins \| + 13 s \| \| 4e \| Wout van Aert \| Belgique \| Crelan-Vastgoedservice \| + 13 s \| \| 5e \| Tim Kerkhof \| Pays-Bas \| Roompot-Oranje Peloton \| + 15 s \| \| 6e \| Antonino Parrinello \| Italie \| D'Amico Bottecchia \| + 15 s \| \| 7e \| Gert Dockx \| Belgique \| Lotto-Soudal \| + 15 s \| \| 8e \| Marco Tizza \| Italie \| D'Amico Bottecchia \| + 15 s \| \| 9e \| Gianni Vermeersch \| Belgique \| Verandas Willems \| + 15 s \| \| 10e \| Dimitri Claeys \| Belgique \| Wanty-Groupe Gobert \| + 15 s \| |                     |             |                        |                 |
| |                     |             |                        |                 |
| Source : ProCyclingStats |                     |             |                        |                 |
| Classement général |                     |             |                        |                 |
| Coureur | Coureur             | Pays        | Équipe                 | Temps           |
| 1er | Jelle Wallays       | Belgique    | Lotto-Soudal           | 4 h 41 min 58 s |
| 2e | Jérôme Baugnies     | Belgique    | Wanty-Groupe Gobert    | + 7 s           |
| 3e | Christopher Latham  | Royaume-Uni | Team Wiggins           | + 13 s          |
| 4e | Wout van Aert       | Belgique    | Crelan-Vastgoedservice | + 13 s          |
| 5e | Tim Kerkhof         | Pays-Bas    | Roompot-Oranje Peloton | + 15 s          |
| 6e | Antonino Parrinello | Italie      | D'Amico Bottecchia     | + 15 s          |
| 7e | Gert Dockx          | Belgique    | Lotto-Soudal           | + 15 s          |
| 8e | Marco Tizza         | Italie      | D'Amico Bottecchia     | + 15 s          |
| 9e | Gianni Vermeersch   | Belgique    | Verandas Willems       | + 15 s          |
| 10e | Dimitri Claeys      | Belgique    | Wanty-Groupe Gobert    | + 15 s          |